# Биг-Лейк (город, Миннесота)
Биг-Лейк (англ. Big Lake) — город в округе Шербурн, штат Миннесота, США. На площади 11,3 км² (9,3 км² — суша, 2 км² — вода), согласно переписи 2002 года, проживают 6063 человека. Плотность населения составляет 651,9 чел./км².
- Телефонный код города — 763
- Почтовый индекс — 55309
- FIPS-код города — 27-05752[1]
- GNIS-идентификатор — 0640098[2]